# Maud Ufford
Maud Ufford (auch Maud de Vere, Countess of Oxford; * um 1345; † 25. Januar 1413 in Great Bentley, Essex) war eine englische Adlige.

## Leben
Maud war das einzige Kind von Sir Ralph Ufford, seit 1344 königlicher Justiciar of Ireland, und von dessen Frau Matilda of Lancaster. Im November 1345 war ihre Mutter schwanger, doch bereits im April 1346 starb ihr Vater in Irland. Ihre Mutter flüchtete daraufhin zurück nach England, wo der mit ihr verwandte König Eduard III. für ihren Unterhalt sorgte. Aus der ersten Ehe ihrer Mutter hatte Maud eine ältere Halbschwester, Elizabeth de Burgh, die die Ansprüche auf das Erbe ihrer Mutter in Irland erbte. Die etwa fünfjährige Maud wurde im Juni 1350 mit Thomas de Vere, dem Erben von John de Vere, 7. Earl of Oxford verheiratet. Als jüngere Tochter aus einem Nebenzweig der Familie Ufford erhielt sie nur ein Gut als Mitgift. John de Vere erbte Anfang 1360 nach dem Tod seines Vaters dessen Güter und den Titel Earl of Oxford, womit Maud zur Countess of Oxford wurde. 1362 wurde Robert, das vermutlich einzige Kind, der Ehe geboren, ihr Mann starb bereits 1371. Während der minderjährige Robert der Erbe der Titel und der Güter ihres Mannes war, hatte Maud als Witwe einen lebenslangen Anspruch auf ein Drittel der Besitzungen. Von den 39 Gütern ihres verstorbenen Mannes erhielt sie schließlich 18 als Wittum. Auch wenn ihr Mann kein besonders wohlhabender Magnat gewesen war, hatte Maud 1386 damit jährliche Einkünfte in Höhe £ 586, so dass sie als Witwe ein recht komfortables Leben führen konnte und nicht erneut heiraten brauchte.
Ihr Sohn Robert machte als Günstling von König Richard II. eine steile Karriere. Als er seine Frau Philippa de Coucy verstieß, nahm Maud diese 1387 bei sich auf. Dennoch stand sie weiterhin zu ihrem Sohn, auch als dieser als Günstling des Königs von oppositionellen Adligen 1388 gestürzt wurde und ins Exil gehen musste. Sie reiste zu ihm nach Brabant und überbrachte ihm dort Geschenke. Sie hatte dabei ohne Erlaubnis des Königs England verlassen und musste deshalb nach ihrer Rückkehr den König offiziell um Verzeihung bitten. Ihr Sohn starb 1392 im Exil, doch als Mutter seines Günstlings stand Maud auch nach seinem Tod bei König Richard II. weiterhin in hoher Gunst. Im Gegenzug blieb sie eine loyale Unterstützerin des Königs, auch als dieser 1399 selbst gestürzt wurde und anschließend wahrscheinlich ermordet wurde. Spätestens im Herbst 1403 war sie überzeugt, dass Richard nicht tot, sondern 1400 aus der Gefangenschaft entkommen war. Hiervon wurde sie durch das Auftreten des Betrügers Thomas Ward, der sich für den König ausgab, überzeugt. Zusammen mit den Äbten von St John's in Colchester und von St Osyth in Essex wurde sie beschuldigt, Vorbereitungen für einen französischen Invasionsversuch in Essex im Dezember 1403 getroffen zu haben. Dazu soll sie Abzeichen mit dem Wappen Richards verteilt und behauptet haben, dass Richard II. noch am Leben sei und mit einer Armee nach England zurückkehren würde, um seine Herrschaft zurückzuerobern. Der neue König Heinrich IV. ließ sie verhaften und ihre Ländereien wurden kurzzeitig unter die Verwaltung von Sir Peter Buckton gestellt. Auf Fürsprache von Königin Johanna wurde Maud am 16. November 1404 begnadigt und konnte auf ihre Güter zurückkehren, wo sie nun bis zu ihrem Tod zurückgezogen lebte. Gemäß ihrem Testament wurde sie im Franziskanerinnenkloster von Bruisyard in Suffolk beigesetzt, wo ihre Mutter als Nonne 1377 gestorben war, und nicht in Earls Colne Priory, der traditionellen Grablege der Familie de Vere, wo ihr Mann und ihr Sohn beigesetzt worden waren.